# 1. pěší divize legií (Polsko)

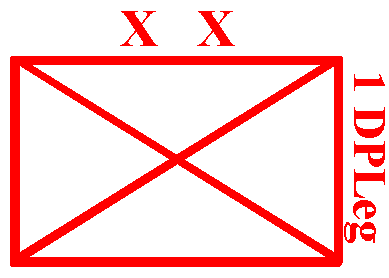
Symbol divize v moderním kódu NATO

1. pěší divize legií (polsky: 1 Dywizja Piechoty Legionów) byla taktickou jednotkou Polské armády v meziválečném období. Dne 9. ledna 2023 oznámil polský ministr obrany Mariusz Błaszczak znovuvytvoření této jednotky s názvem  1. pěší divize legií maršálka Józefa Piłsudského (1. Dywizja Piechoty Legionów im. marszałka Józefa Piłsudskiego).

## Historie
Divize vznikla v únoru 1919, účastnila se polsko-sovětské války. V roce 1920 se zúčastnila Kyjevské operace. Poté, co Polská armáda vyhrála bitvu u Varšavy, se divize zapojila do protiútoku. Po válce se velitelství divize přesunulo do Vilna. V roce 1939 se divize podílela na obraně země.

## Složení (1939)
- 1. pěší pluk legií
- 5. pěší pluk legií
- 6. pěší pluk legií
- 1. lehký dělostřelecký pluk legií
- 1. oddíl těžkého dělostřelectva
- 1. ženijní prapor
- 1. motorizovaná AA baterie
- Spojovací rota
- Jezdecká letka
- 31. rota těžkých kulometů
- 31. cyklistická rota

## Velitelé
- Edward Rydz-Śmigły
- Michał Tokarzewski-Karaszewicz
- Stefan Dąb-Biernacki
- Jan Kruszewski
- Wincenty Kowalski